# Moraea bifida
Moraea bifida är en irisväxtart som först beskrevs av Harriet Margaret Louisa Bolus, och fick sitt nu gällande namn av Peter Goldblatt. Moraea bifida ingår i släktet Moraea och familjen irisväxter. Inga underarter finns listade i Catalogue of Life.